# خط طول 89° شرق
خط طول 89° شرق هو أحد خطوط الطول الجغرافية، والتي تمتد من القطب الشمالي الجغرافي إلى القطب الجنوبي الجغرافي، وحسب التحويل الزمني يتقدم خط طول 89° شرق عن خط غرينتش بـ5 ساعة و56 دقيقة.

## من القطب إلى القطب
ينطلق خط طول 89° شرق من القطب الشمالي نحو القطب الجنوبي مرورا بالمناطق التي ترد في الجدول التالي:
| الإحداثيات                         | البلد أو الإقليم أو البحر | ملاحظات |
| ---------------------------------- | ------------------------- | --- |
| 90°0′N 89°0′E / 90.000°N 89.000°E  | المحيط المتجمد الشمالي    | |
| 81°9′N 89°0′E / 81.150°N 89.000°E  | بحر كارا                  | |
| 77°8′N 89°0′E / 77.133°N 89.000°E  | روسيا                     | كراسنويارسك كراي — Kirov Islands |
| 76°58′N 89°0′E / 76.967°N 89.000°E | بحر كارا                  | |
| 75°26′N 89°0′E / 75.433°N 89.000°E | روسيا                     | كراسنويارسك كراي تومسك أوبلاست — من 57°58′N 89°0′E / 57.967°N 89.000°E Krasnoyarsk Krai — من 57°30′N 89°0′E / 57.500°N 89.000°E أوبلاست كيمروفسكايا — من 56°18′N 89°0′E / 56.300°N 89.000°E Krasnoyarsk Krai — من 55°41′N 89°0′E / 55.683°N 89.000°E خقاسيا — من 55°19′N 89°0′E / 55.317°N 89.000°E Kemerovo Oblast — من 54°18′N 89°0′E / 54.300°N 89.000°E Republic of Khakassia — من 53°41′N 89°0′E / 53.683°N 89.000°E Kemerovo Oblast — من 53°17′N 89°0′E / 53.283°N 89.000°E Republic of Khakassia — من 53°4′N 89°0′E / 53.067°N 89.000°E Kemerovo Oblast — من 52°58′N 89°0′E / 52.967°N 89.000°E Republic of Khakassia — من 52°32′N 89°0′E / 52.533°N 89.000°E توفا — من 51°34′N 89°0′E / 51.567°N 89.000°E جمهورية ألطاي — من 51°11′N 89°0′E / 51.183°N 89.000°E |
| 49°29′N 89°0′E / 49.483°N 89.000°E | منغوليا                   | |
| 48°4′N 89°0′E / 48.067°N 89.000°E  | جمهورية الصين الشعبية     | سنجان منطقة التبت ذاتية الحكم — من 36°19′N 89°0′E / 36.317°N 89.000°E |
| 27°30′N 89°0′E / 27.500°N 89.000°E | بوتان                     | |
| 26°56′N 89°0′E / 26.933°N 89.000°E | الهند                     | بنغال الغربية |
| 26°25′N 89°0′E / 26.417°N 89.000°E | بنغلاديش                  | لحوالي 13 km |
| 26°18′N 89°0′E / 26.300°N 89.000°E | الهند                     | West Bengal - لحوالي 7 km |
| 26°14′N 89°0′E / 26.233°N 89.000°E | بنغلاديش                  | |
| 25°19′N 89°0′E / 25.317°N 89.000°E | الهند                     | West Bengal - لحوالي 4 km |
| 25°16′N 89°0′E / 25.267°N 89.000°E | بنغلاديش                  | |
| 22°28′N 89°0′E / 22.467°N 89.000°E | الهند                     | West Bengal - لحوالي 6 km |
| 22°25′N 89°0′E / 22.417°N 89.000°E | بنغلاديش                  | لحوالي 11 km |
| 22°19′N 89°0′E / 22.317°N 89.000°E | الهند                     | West Bengal |
| 21°37′N 89°0′E / 21.617°N 89.000°E | المحيط الهندي             | |
| 60°0′S 89°0′E / 60.000°S 89.000°E  | المحيط الجنوبي            | |
| 66°20′S 89°0′E / 66.333°S 89.000°E | القارة القطبية الجنوبية   | الإقليم الأسترالي في القارة القطبية الجنوبية, المطالب الإقليمية بالقارة القطبية الجنوبية by أستراليا |